# 124

124(백이십사)는 123보다 크고 125보다 작은 자연수다.

## 수학
- 합성수로, 그 약수는 1, 2, 4, 31, 62, 124다. 진약수의 합은 100이므로, 124는 부족수다.
- 7번째 불가촉수다. 앞의 불가촉수는 120, 다음은 146이다.
- 4번째 이십면체수다. 앞의 이십면체수는 48, 다음은 255다.
- {\displaystyle 124=5+7+11+13+17+19+23+29}
  - 연속하는 소수(素數) 8개의 합으로 나타낼 수 있으며, 이 성질을 지닌 앞의 수는 98, 다음 수는 150이다.
- {\displaystyle 124=2^{7}-2^{2}}
- {\displaystyle 61^{2}-1}은 124로 나누어떨어진다.

## 과학
- NGC 124: 고래자리 방향에 있는 나선은하.

## 교통

### 철도
- 수도권 전철 1호선 청량리역의 역번호.
- 부산 도시철도 1호선 교대역의 역번호.
- 대구 도시철도 1호선 대명역의 역번호.

### 도로
- 일본 124번 국도: 지바현 조시시에서 이바라키현 미토시까지 이어지는 일본의 국도.
- 현도 제124호선

## 군사
- U-124: 독일의 군용 잠수함. 제1차 세계 대전에 사용된 1918년제 모델(영어판)과 제2차 세계 대전에 사용된 1940년제 모델(영어판)이 있다.

## 문화유산
- 대한민국의 국보 제124호: 강릉 한송사지 석조보살좌상
- 대한민국의 보물 제124호: 경주 남산동 동·서 삼층석탑
- 대한민국의 사적 제124호: 덕수궁
- 대한민국의 명승 제124호: 칠곡 가산바위
  - 2021년 11월 19일 문화재 관련 법령의 개정 전 대한민국의 명승에 지정된 마지막 일련번호는 124호다.

## 방송
- 스카이라이프의 미국 방송인 디스커버리 채널의 채널 번호.
- B tv의 SBS 필 UHD 채널 번호.
- U+ TV의 생활체육TV 채널 번호.
- LG헬로비전의 ONT 채널 번호.
- B tv 케이블의 SPOTV K 채널 번호.

## 스포츠
- 대한민국의 야구 선수 박찬호는 메이저 리그에서 124승을 올렸다. 이 기록은, 메이저 리그에서 아시아 출신 투수가 거둔 최다승 기록이다.

## 기타
- 날짜: 1월 24일, 12월 4일
- 연도: 124년, 기원전 124년